# Pierre-Alain Frau
Pierre-Alain Frau (Montbéliard, 15 april 1980) is een Frans voetballer, die speelt als aanvaller. Sinds 2011 komt de spits uit voor SM Caen.

## Loopbaan
Pierre-Alain Frau, vanwege zijn initialen bijgenaamd PAF, genoot in zijn geboortestad Montbéliard zijn jeugdopleiding, bij FC Sochaux. Hier zou in 1997 zijn debuut in het betaalde voetbal maken. In het seizoen 2000/2001 zette de snelle spits zich voor het eerst echt op de kaart. Met 12 doelpunten uit 29 wedstrijden hielp hij zijn club aan het kampioenschap in de Ligue 2, en promoveerde daarmee naar de hoogste Franse divisie. Ook hier liet hij zich zien, met 14 treffers in wederom 29 duels behoorde hij tot de betere schutters. Met Jong Frankrijk bereikte hij in 2002 de finale van het Europees kampioenschap onder 21. 2002/2003 was met 9 competitiegoals een wat minder productief seizoen, het seizoen daarop was tot op heden zijn meest doelpuntrijke seizoen. De clubtopscorer vond 17 keer het net. Daarnaast wist men de Coupe de La Ligue te veroveren, waar de Oost-Franse club een jaar eerder nog tot de finale reikte.
Met zijn sterke seizoen wist Frau een transfer af te dwingen naar topclub Olympique Lyon. Mede door de hevige concurrentie kon de aanvaller zijn eerdere doelpuntenmoyennes niet handhaven, en kwam tot 7 treffers voor zijn nieuwe werkgever. Wel won hij het landskampioenschap van 2005. In zijn tweede seizoen werd Frau verwezen naar de reservebank, en kwam in een half jaar slechts 4 keer binnen de lijnen. De tweede helft van het seizoen werd hij daarom verhuurd aan RC Lens, waar hij 20 wedstrijden speelde, en hierin 5 keer scoorde.
In de zomer van 2006 werd Frau ingelijfd door Paris Saint-Germain. In anderhalf seizoen kwam hij tot 36 optredens en 4 doelpunten, waarmee hij de stroef draaiende club niet uit het slop wist te helpen. Vervolgens tekende hij op nieuwjaarsdag 2008 voor Lille OSC, een contract dat loopt tot medio 2011. In 2011 werd hij landskampioen met Lille. Datzelfde jaar won Lille ook de Coupe de France.
In 2011 tekende Frau een contract bij SM Caen.

## Erelijst
- Kampioen Ligue 2 2001 (FC Sochaux)
- Coupe de La Ligue 2004 (FC Sochaux)
- Frans landskampioen 2005 (Olympique Lyon)
- Frans landskampioen 2011 (Lille OSC)
- Coupe de France 2011 (Lille OSC)